# Qəmər Almaszadə
Qəmər Hacıağa qızı Almaszadə (Bakou, 10 mars 1915 – Bakou, 7 avril 2006) est une ballerine azerbaïdjanaise. Elle est membre du PCUS depuis 1941.

## Jeunesse
Qəmər Almaszadə (surnommé Tamara) est née à Bakou (Azerbaïdjan), dans une famille d'un cordonnier et une sage-femme. Elle est devenue intéressée par le ballet à un âge très jeune en voyant son ami effectuer des mouvements de ballet. Persuadée par son ami, Qəmər s'est inscrite pour des leçons de ballet à un studio privé (plus tard réorganisé dans l'École de la chorégraphie de Bakou). Məryəm Almaszadə, la mère de Qəmər, stimulait le nouvel intérêt de sa fille, mais son père Hacıağa Almaszadə, un musulman conservateur, n'approuvait pas son choix. Cependant on rapporta qu'il assistait secrètement aux récitals de sa fille plus tard, quand elle est devenue une ballerine renommée.

## Carrière
Après avoir reçu un diplôme de l'École de la chorégraphie de Bakou en 1930, Qəmər Almaszadə commença à travailler au Théâtre national académique azerbaïdjanais d'opéra et de ballet. Elle entra également dans une école pédagogique. En 1932 elle fut choisie pour un rôle secondaire dans l'opéra Shakh-Senem de Reinhold Glière. En 1933, elle fut admise à l'École de la chorégraphie de Leningrad, où elle fut formée par Maria Romanova-Oulanova (mère de la ballerine Galina Oulanova). En 1936 Qəmər Almaszadə finit ses études et revint de nouveau à Bakou. En 1937, elle fonda l'Ensemble des chansons et des danses folkloriques d'État de l'Azerbaïdjan, filiale du Théâtre philharmonique national d’Azerbaïdjan. Guidée par le compositeur Uzeyir Hajibeyov, elle organisa des expéditions de recherches dans les régions de l'Azerbaïdjan pour filmer et documenter les danses folkloriques et pour enrichir le répertoire de son ensemble aussi bien que pour propager ses danses sur la grande scène. En 1939, elle enseigna sa première classe de chorégraphie et en 1940 elle se produisit comme une ballerine professionnelle dans le ballet Qız qalası (« La tour de la vierge ») d'Əfrasiyab Bədəlbəyli. Plus tard elle devint directrice de l'École de la chorégraphie de Bakou. Pendant sa carrière, elle fut en tournée en France, en Inde, au Népal, etc. En 1970, elle fut invitée à Bagdad par le ministère de la Culture de l'Irak pour favoriser la culture irakienne de danse et pour aider à fonder l'Ensemble des danses folkloriques de l'Irak. Elle se retira du ballet dans les années 1950, mais resta comme répétitrice à l'école de la chorégraphie jusqu'aux années 1990.
Qəmər Almaszadə s'est mariée avec Əfrasiyab Bədəlbəyli en 1931, mais le mariage ne dura pas très longtemps.

## Distinctions
- Artiste émérite de la RSS d'Azerbaïdjan (1940)
- Artiste du peuple de la RSS d'Azerbaïdjan (1943)
- prix Staline, pour le spectacle Gulshen de Soltan Hadjibeyov (1952)
- Artiste du peuple de l'URSS (1959)
- ordre de la révolution d'Octobre (1971)
- ordre du Drapeau rouge du Travail (1938; 1976)
- ordre de l'Amitié des peuples (1981)

- ordre de Lénine (1985)